# Mia Morgowski
Mia Morgowski (* in Hamburg) ist eine deutsche Schriftstellerin.

## Leben
Mia Morgowski studierte Mode- und Grafikdesign in Hamburg. Anschließend arbeitete sie mehrere Jahre für Werbeagenturen und freiberuflich, bevor sie mit ihrem Roman Kein Sex ist auch keine Lösung 2008 als Schriftstellerin debütierte. Der Roman verkaufte sich über 200.000 Mal und wurde 2010 unter dem gleichnamigen Titel Kein Sex ist auch keine Lösung verfilmt.

## Werke
- Kein Sex ist auch keine Lösung, Rowohlt 2008, 317 Seiten, ISBN 978-3-499-24838-2
- Auf die Größe kommt es an, Rowohlt 2010, 417 Seiten, ISBN 978-3-499-25322-5
- Die Nächste, bitte, Rowohlt 2011, 344 Seiten, ISBN 978-3-499-25637-0
- Dicke Hose, Rowohlt 2012, 348 Seiten, ISBN 978-3-499-25923-4
- Alles eine Frage der Technik, Rowohlt 2014, 412 Seiten, ISBN 978-3-499-26786-4
- So was hat ein Mann im Gefühl, Reinbek 2015, 459 Seiten, ISBN 978-3-499-26966-0